# Ягудіно
Ягу́діно (рос. Ягудино, башк. Йәһүҙә) — присілок у складі Учалинського району Башкортостану, Росія.
Населення — 26 осіб (2010; 27 в 2002).
Національний склад:
- башкири — 100%